# Jenny Mollen
Jenny Mollen, född 30 maj 1979 i Phoenix, Arizona, är en amerikansk skådespelare som främst är känd för rollen som Nina Ash i TV-serien Angel. Mollen skriver även en humorkolumn för "The Smoking Jacket".

## Filmografi
- 18 Wheels of Justice (2000): 'Susan Curran'
- Strong Medicine (2001): 'Blonde'
- Searching for Haizmann (2003): Grace Robin
- Billy Makes The Cut (2003): Ashley
- Angel (2003–2004): Nina Ash
- D.E.B.S. (2004): Tysk dubbning
- The Raven (kortfilm, 2004): Lenna
- Return of the Living Dead: Rave from the Grave (2005): Jenny
- Medium (2006): Lydia Kyne
- Ring Around the Rosie (2006): Wendy Baldwin
- National Lampoon's Cattle Call (2006): Marina Del
- My Best Friend's Girl (2008): Colleen
- Off the Ledge (2008): Amber-Elizabeth
- The Law Can Be Inconvenient (2000–2009): Amber Holden
- Kidnapping Caitlynn (2009): Emily
- Crash (2009): Theresa Nolanski
- CSI: NY (2011): Det. Angela Sayer
- Suits (2011): 'Gaby Stone'